# Prawosławny patriarchat Jerozolimy
Prawosławny Patriarchat Jerozolimy – jeden z patriarchatów w Kościele prawosławnym, historycznie piąty po Konstantynopolu, Rzymie, Aleksandrii i Antiochii (tzw. pentarchia).

## Historia
Historia Kościoła Jerozolimy sięga czasów apostoła Jakuba Sprawiedliwego. W 451 Sobór Chalcedoński wyniósł biskupa Jerozolimy do godności Patriarchy. W latach 1099–1187, gdy Jerozolima znajdowała się w rękach krzyżowców, patriarcha rezydował w Konstantynopolu.

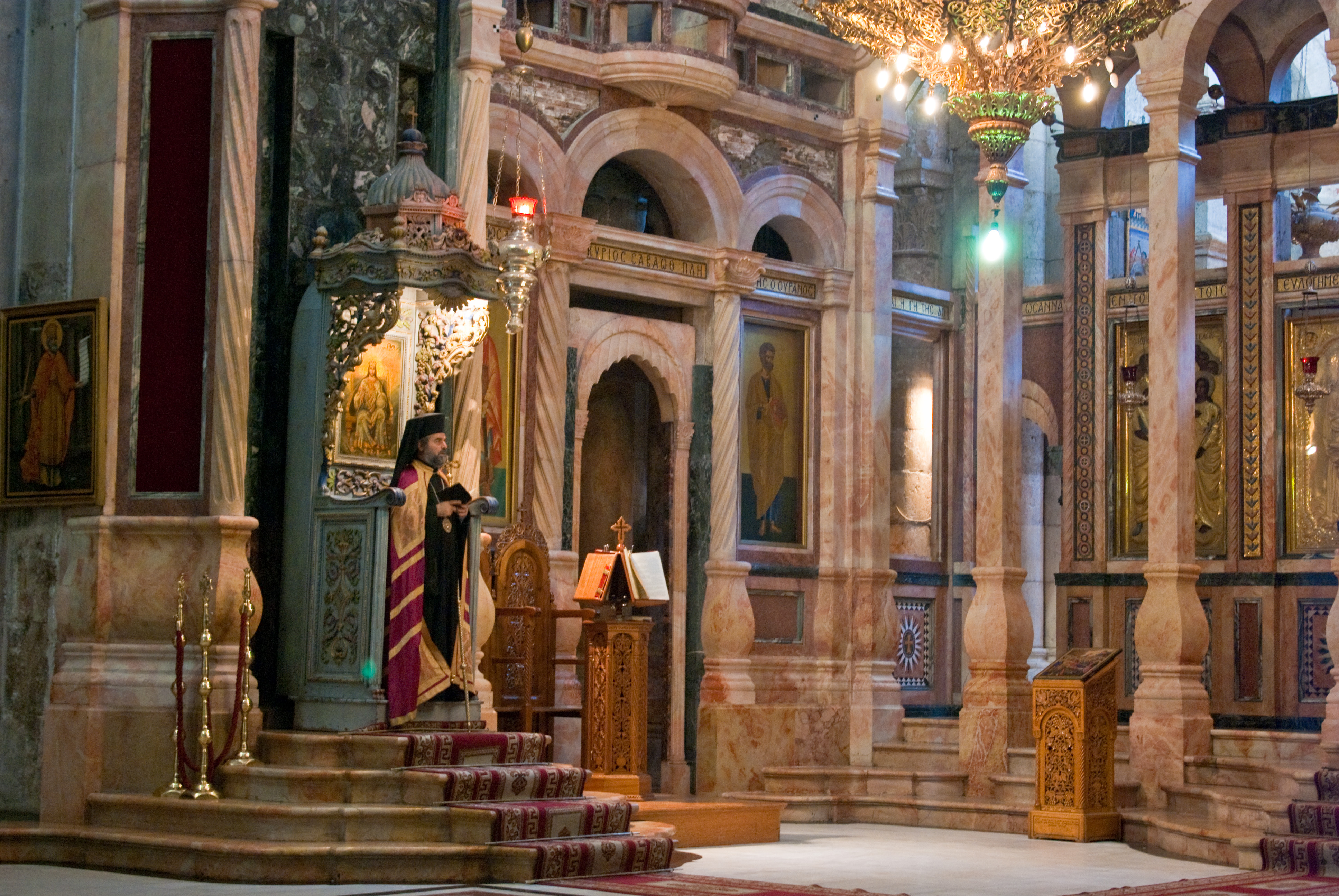
Tron patriarszy w bazylice Grobu Świętego

## Obecnie
Główną świątynią Patriarchatu jest bazylika Grobu Świętego w Jerozolimie.
Prawosławny Patriarchat Jerozolimy liczy ponad 150 tysięcy wyznawców w Izraelu, Autonomii Palestyńskiej, Jordanii, niektórych krajach Afryki i Ameryki oraz w Australii.
Patriarchatowi podlega Autonomiczna Cerkiew Prawosławna Góry Synaj.